# Photographie culinaire

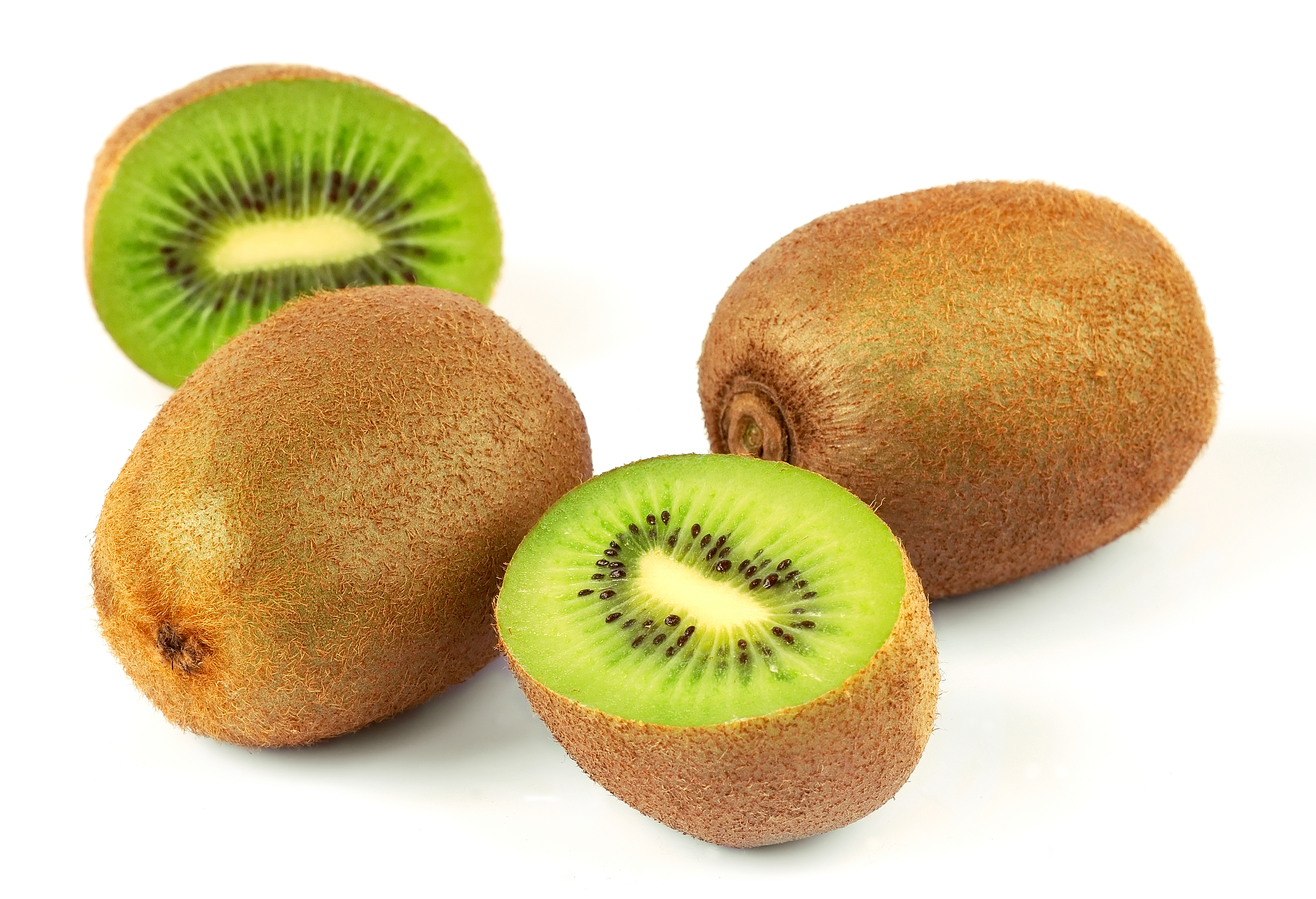
Nature morte composée de kiwis sur fond blanc.

La photographie culinaire est un type de photographie professionnelle d'illustration spécialisé en nature morte et visant à réaliser des images attrayantes de nourriture afin d'utiliser ces dernières dans des publicités, dans l'emballage, dans des menus ou des livres de recettes. 
La photographie culinaire professionnelle fait intervenir plusieurs acteurs tels un photographe, un directeur artistique, un styliste culinaire, un accessoiriste et leurs assistants.

## Histoire

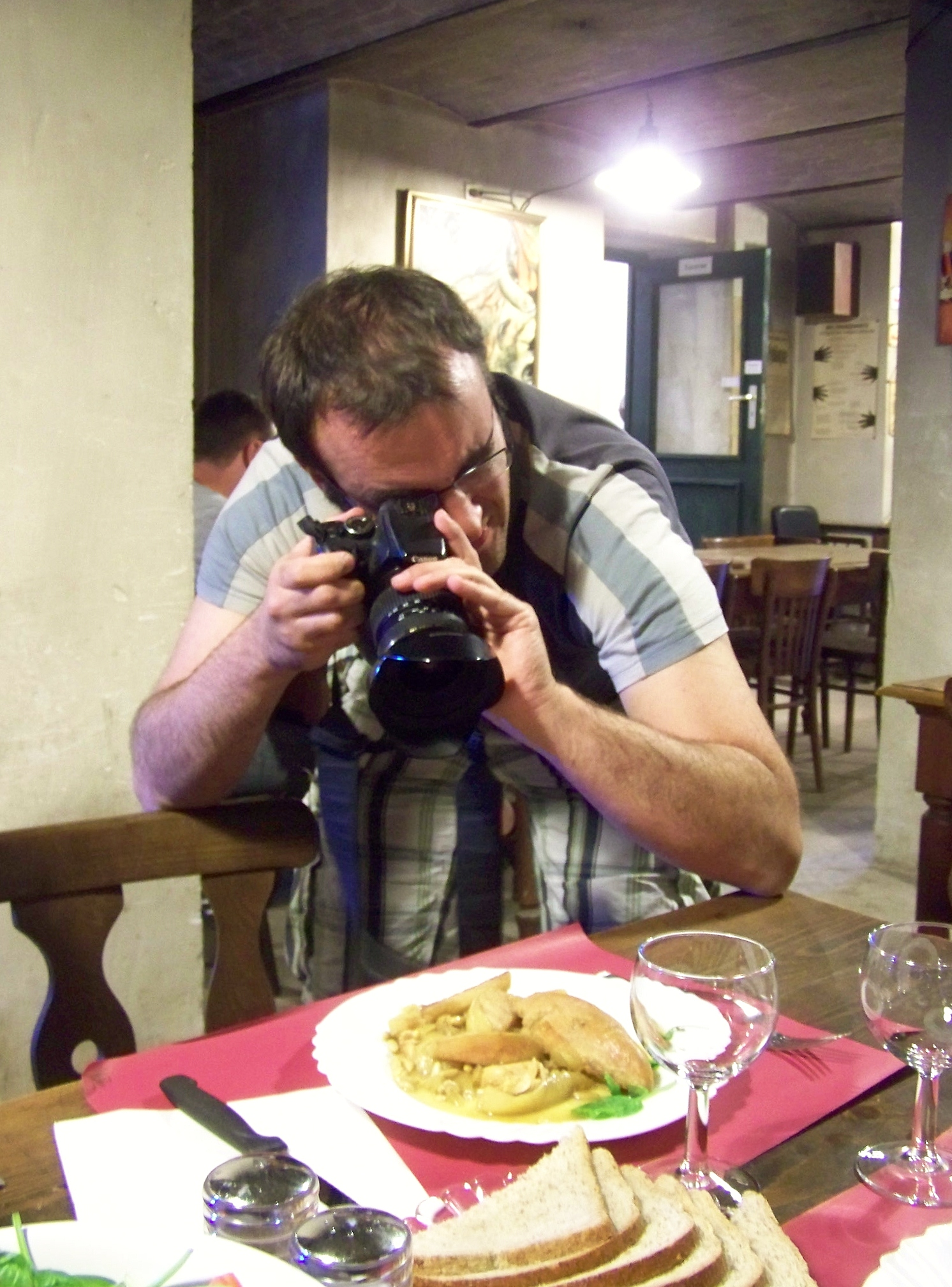
Photographie culinaire classique

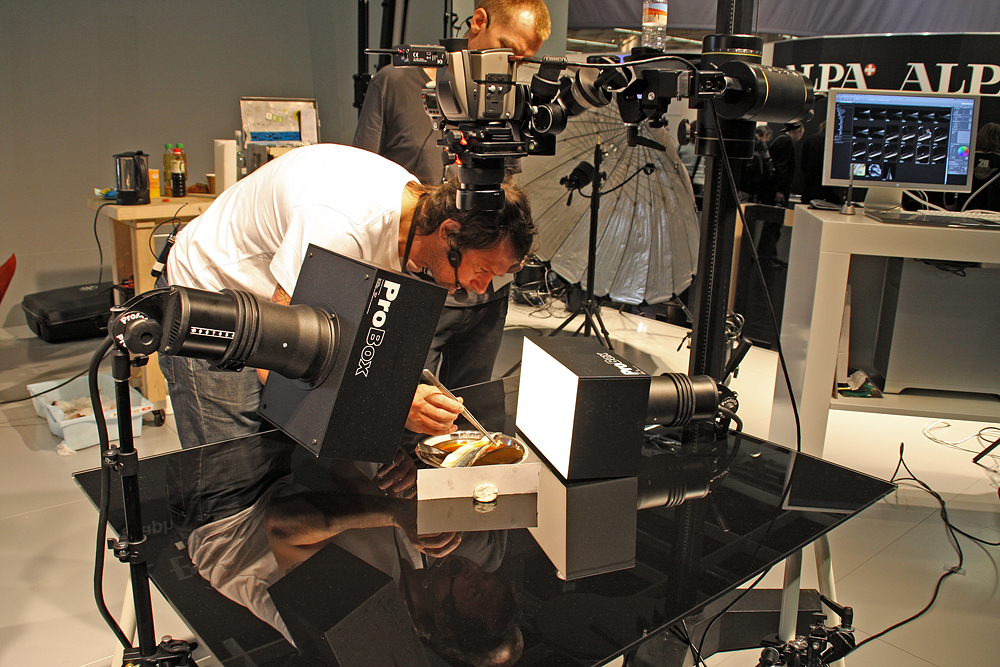
Photographe culinaire à l’œuvre.

Les photographies culinaires ont longtemps été faites de la même manière que les gens abordent généralement leur nourriture. Les plats étaient disposés sur une table et photographiés du haut vers le bas, du point de vue du mangeur. En conséquence, les stylistes préparaient la nourriture afin qu'elle semble bonne de cette perspective, avec les composants disposés à plat sur les couverts et bien séparés les uns des autres.
Par la suite, des variations diverses telles un éclairage romantique et des angles plus faibles sont apparues, incluant des cas extrêmes qualifiés de food porn. 
Au début des années 2010, l'industrie alimentaire occidentale tend à réaliser des photographies culinaires épurées, les plus « naturelles » possibles avec peu d'accessoires, utilisant des effets tels une mise au foyer sélective, des plats inclinés et de très gros plans. Ceci amène les cuisiniers professionnels à rendre la nourriture visuellement plus attrayante, notamment en augmentant la hauteur des plats et en présentant les éléments en couche, ce qui permet de réaliser des photographies avec des angles étroits.